# Gymnastique acrobatique
 (janvier 2016).
Si vous disposez d'ouvrages ou d'articles de référence ou si vous connaissez des sites web de qualité traitant du thème abordé ici, merci de compléter l'article en donnant les références utiles à sa vérifiabilité et en les liant à la section « Notes et références ».
La gymnastique acrobatique ou acrosport est une activité gymnique artistique, mélangeant chorégraphie, gymnastique au sol et pyramides humaines. Il consiste en la pratique de main à main acrobatique, enchaînements de porters, de chorégraphies et d'acrobaties sur un thème musical.
L'acrosport se pratique en équipe (de 2 à 4 personnes par formation), composée de voltigeurs, de porteurs et de "semi" (rôle intermédiaire). Le voltigeur est celui qui participe à une forme corporelle en utilisant (appui, équilibre ou saut) avec une autre personne. Le porteur est donc celui qui joue un rôle d'appui. Il existe 5 types de formations en compétition : duo féminin - duo mixte - duo masculin - trio féminin - trio mixte - quatuor masculin - quatuor mixte - quatuor féminin.

## Historique
La Gymnastique Acrobatique tient ses racines de l’Antiquité. De nombreuses sculptures et peintures de cette époque ont été trouvées dans divers lieux de la planète (on trouve des porteurs acrobatiques sur les fresques égyptiennes). Les plus anciennes datent de 8 000 av. J.-C. Bien que l’on puisse trouver des traces d’acrobatie collective dans certaines cultures traditionnelles ou dans les pratiques militaires, c’est plus particulièrement grâce au cirque que la Gymnastique Acrobatique moderne va se dessiner. Les numéros sont plus connus sous le nom de « mains à mains » dans ce milieu et cherchent à montrer force, souplesse, équilibre et agilité. Aujourd’hui, la tendance s’est inversée. Les numéros de « mains à mains » ou de "banquine" des cirques sont très souvent réalisés par d’anciens grands champions de Gymnastique Acrobatique.
La Gymnastique Acrobatique moderne, acrosport à l’époque, fut reconnue comme discipline sportive par l'ancienne URSS en 1939, plus tard par la Pologne, la Chine, l’Allemagne et la Bulgarie. Ces pays s’organisent et développent l’aspect compétitif de la discipline. Certains athlètes de l’époque vont fortement influer sur la pratique actuelle, à l’image du Polonais Konrad Zielinski qui fut juge expert et membre du Comité Technique de la Fédération Internationale de Gymnastique jusqu'en 2008 et de sa femme Gisela. Lors des premières compétitions, seule l’exécution technique était prise en compte. Aujourd’hui, la difficulté et l’artistique sont également évaluées.
En 1973, la Fédération Internationale de Sports Acrobatiques (FISA) est créée. Elle regroupe l’Acrosport et le Tumbling. Cette institutionnalisation entraîne l’élaboration d’un code de pointage officiel. Les catégories de compétition sont créées par la même occasion. Elles sont au nombre de 5 : duo féminin, masculin et mixte, trio féminin et quatuor masculin.  
Les premiers Championnats du Monde ont été organisés à Moscou dès l’année suivante. Le premier titre de champion du monde en paire mixte fut décerné à Yuri et Galina Savelyev.
En 1985, la discipline est reconnue par le Comité International Olympique. Elle est intégrée en 1993 au programme des Jeux Mondiaux à La Haye (Pays-Bas). Cinq ans plus tard, à l’occasion de l’entrée du Trampoline aux J.O, la FISA et la FIT (Fédération Internationale de Trampoline) fusionnent avec la Fédération Internationale de Gymnastique, une condition sine qua non du CIO (Comité International Olympique). En 2005, l’Acrosport devient Gymnastique Acrobatique, afin de répondre au souhait de la FIG de fédérer les pratiques gymniques et d’harmoniser les appellations.

## La compétition

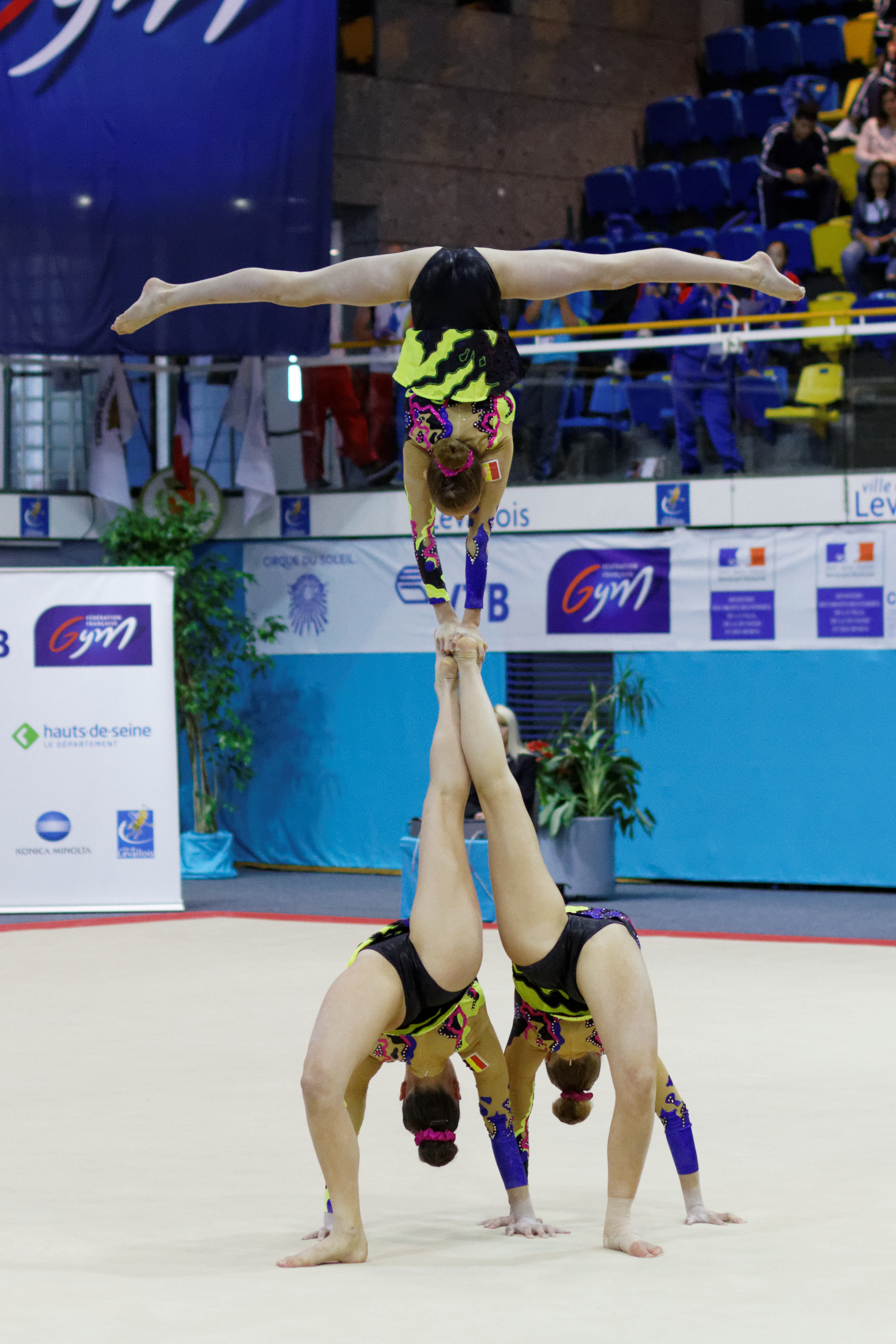
Trio féminin belge lors des championnats du monde 2014.

Chaque duo, trio ou quatuor d’acrobates participe à titre individuel : on parle d'unité.
Une compétition comprend des épreuves de Duo en masculin, féminin et mixte : homme porteur, femme voltigeuse.
Trio féminin.
Quatuor masculin.
Durée : les exercices libres statiques et combinés durent 2 minutes 30 secondes, l'exercice dynamique 2 minutes (Pour les catégories d'initiations, cette durée peut varier)
Gagnée par l’équipe la mieux notée.
Dirigée par un juge arbitre, deux juges à la difficulté, deux à six juges à l'artistique, deux à six juges à l'exécution. Les juges notent la qualité artistique (chorégraphie, expressivité, partenariat, originalité, créativité, variété des éléments présentés) et l’exécution (qualité de réalisation des difficultés) de l'enchaînement.

## L'aire d'évolution des gymnastes

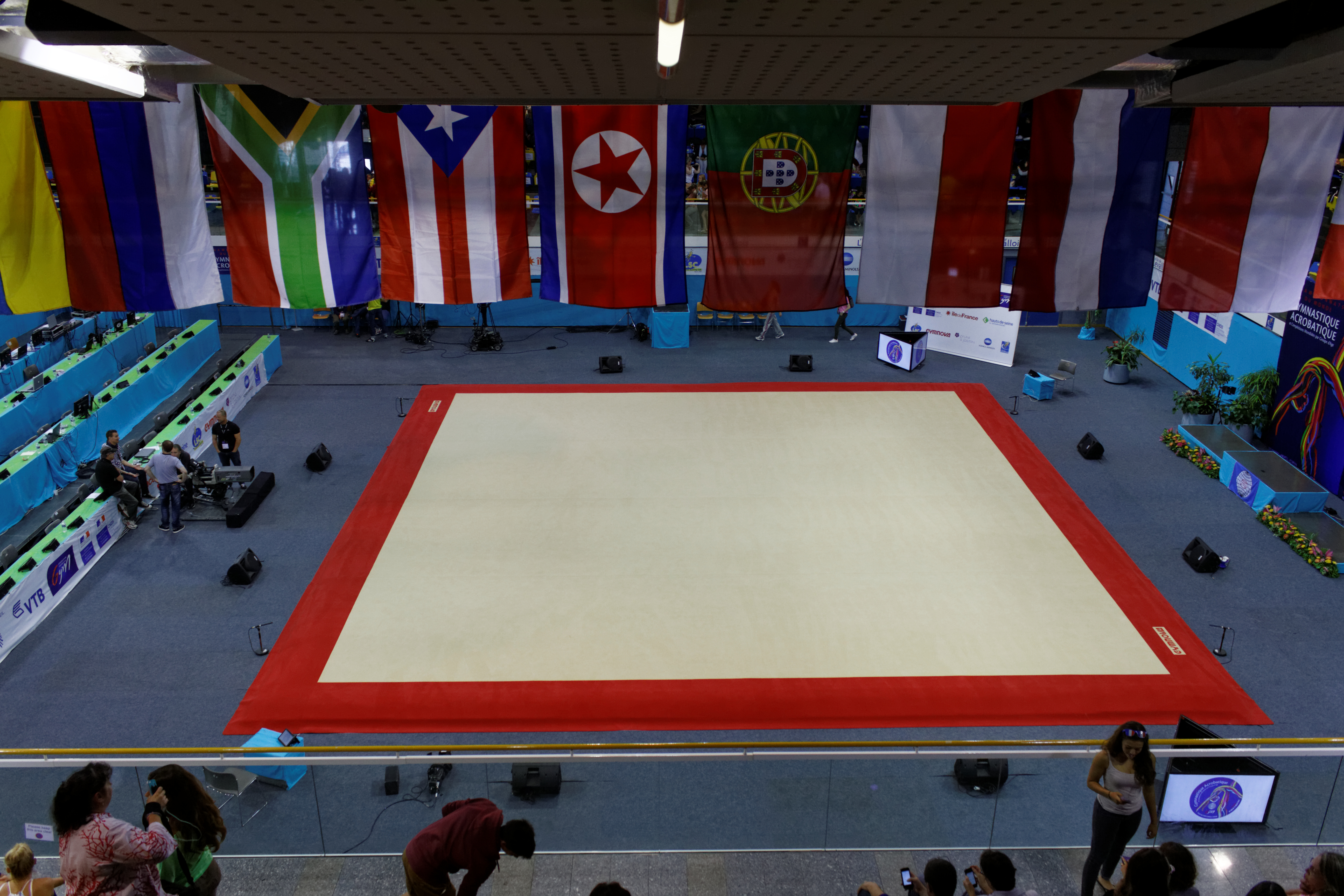
Praticable

Le praticable est un plancher carré de 12 m de côté, élastique, souple, composé de plaques jointes par des bandes de velcro, recouvert par une moquette.

## Les acteurs
Le voltigeurparticipe à une forme corporelle en étant en appui sur une autre personne (porteur) de façon sécurisée, c'est-à-dire en plaçant les appuis (pieds ou mains) sur des parties solides du corps du porteur.
Le porteurjoue un rôle d'appui et de soutien. Il doit être capable d'anticiper d'éventuels déséquilibre du voltigeur.
Le pareur
il aide le voltigeur a ce placer sur le porteur.

## La tenue
Femmes : justaucorps, ou académique. Jupette autorisée, mais elle doit couvrir la totalité de la zone pelvienne et ne pas descendre en dessous, ou un pantalon.
Hommes : léotard avec short ou sockol, ou académique.
Avec ou sans chaussons, ou chaussettes blanches.
La tenue doit être identique au sein d’un groupe (duo, trio, quatuor), ou être complémentaire.

## Déroulement de la compétition

### Principe général
Main à main pratiqué avec support musical, les concurrents effectuant des porters, des figures acrobatiques et des passages chorégraphiques.

### Les exercices
L’ordre de passage est tiré au sort, sauf lors de l’exercice combiné dans lequel ils passent en ordre inverse de la somme des notes obtenues lors des exercices statiques et dynamiques.
Le premier mouvement effectué par un compétiteur est considéré comme le début de l’exercice.
Tous les exercices, doivent inclure des éléments de chorégraphie, doivent être réalisés en musique.

### Les éléments
Éléments individuels
Statiques ou de catégorie 1
Souplesses, combinaisons acrobatiques avec réception fixe (tels attitude, fente, poisson, équilibre, grand écart, etc.) positions, équilibres, et éléments de chorégraphie.
Dynamiques ou de catégorie 2
Séries acrobatiques réalisées en déplacement continu avec une réception sur les deux pieds, sauf exception.

### Composition des exercices

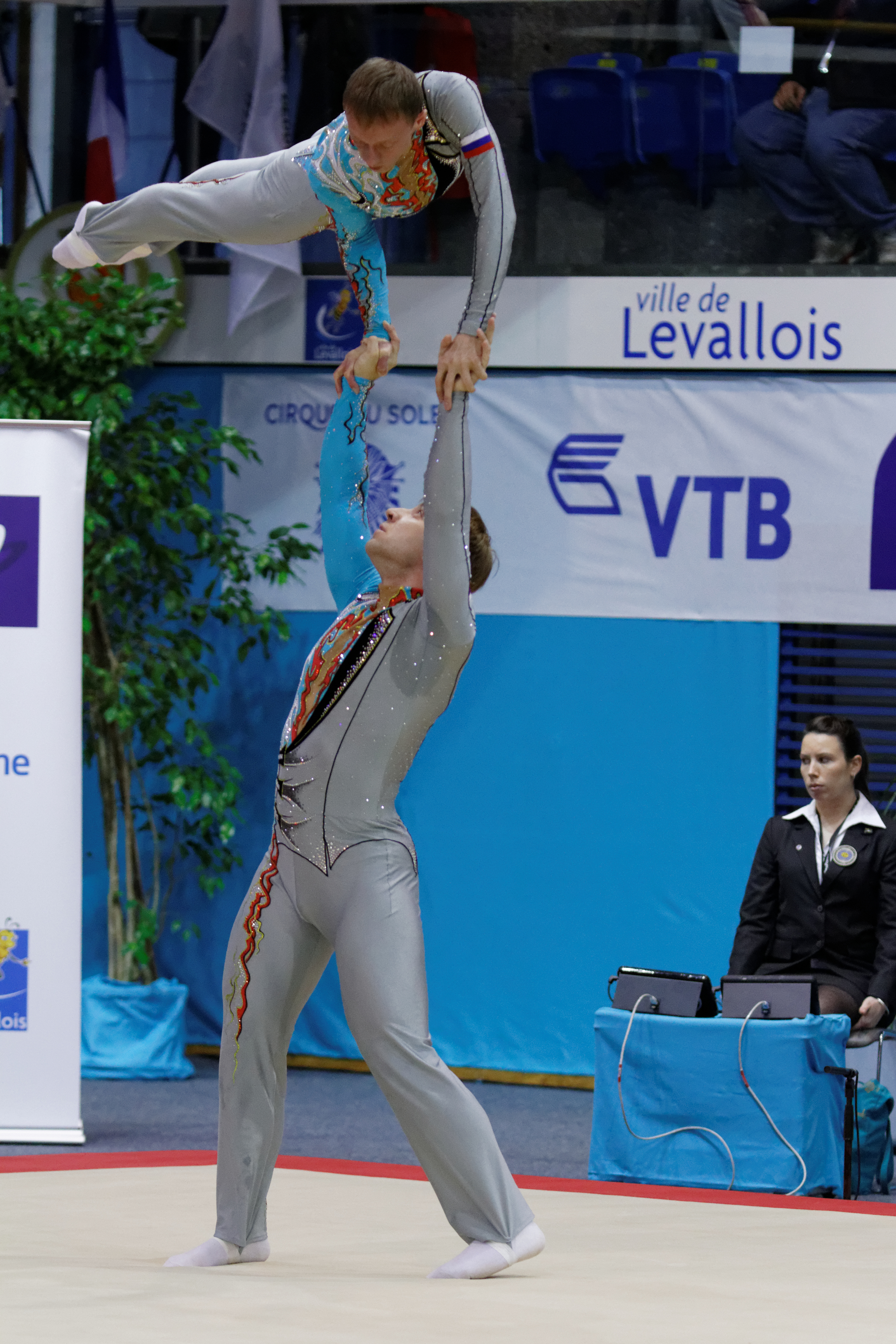
Duo masculin russe lors des championnats du monde 2014.

Un exercice se compose d’éléments collectifs et d’éléments individuels optionnels, tous caractéristiques de l’exercice (statique ou dynamique) et reliés entre eux par la chorégraphie.
- Exercice libre statique

Deux partenaires (au moins) restent en contact permanent durant la réalisation de cet élément.
Ce type d’exercice doit mettre en évidence la force, l’équilibre, ainsi que la souplesse et l’agilité des partenaires.
Les éléments statiques peuvent être soit fixes, soit en mouvement (changements de position, etc.).
Ils doivent être maintenus 3 secondes. Les pénalités sont de 0,3 point par seconde manquantes.
Les éléments statiques effectués en mouvement ne sont évalués que si la position finale est contrôlée et maintenue.
En duo, l’exercice doit comprendre :
- Jusqu'à 8 éléments collectifs statiques sans phase aérienne dont trois doivent être maintenus 3 secondes, et jusqu'à 3 éléments individuels optionnels.

En trio, il doit comprendre :
- Jusqu'à 8 éléments collectifs dont 4 pyramides différentes, et jusqu'à 3 éléments individuels optionnels.

En quatuor, il doit comprendre :
- Jusqu'à 8 éléments collectifs dont au moins une pyramide et une ou plusieurs transitions. Si cette pyramide s’écroule pendant sa construction et avant que le chronomètre soit en marche, elle vaut 0 point.

Exercice libre dynamique
- Le contact entre les partenaires doit être très bref, impliquant une phase aérienne.
- Ce type d’exercice doit mettre en évidence la maîtrise individuelle et collective dans l’exécution des phases aériennes lors des séries de tumbling, les sorties ainsi que les rattraper.

L’exercice doit se composer de six éléments collectifs jusqu'à 8 éléments collectifs incluant une phase aérienne.
Cinq catégories d’éléments collectifs sont définies :
- de partenaire à partenaire (rattraper).
- du sol au partenaire (rattraper).
- du partenaire au sol (sorties).
- du partenaire au sol avec bref contact avant la réception (sorties).
- du sol, bref contact avec le partenaire, puis retour au sol du concurrent (élément dynamique).

Ainsi que 3 éléments individuels optionnels.
Exercice libre combiné
- Il doit comprendre des éléments types de l’exercice statique et des éléments types de l’exercice dynamique.
- Il doit toujours inclure six éléments collectifs et jusqu'à 10 éléments collectifs contenant au moins, ainsi que 5 éléments individuels optionnels de catégorie 1 ou 2, dont un rattraper.

### Fautes d'exécution
Les juges repèrent et jugent les fautes techniques et les fautes artistique.
Fautes techniques
Elles concernent : la réception, le début et la fin des éléments, la stabilité des éléments statiques, l’amplitude des éléments dynamiques, la correction de la tenue du corps, la précision de l’exécution,  les chutes et les altérations d’éléments.
Les aides extérieures (ceinture, rouleau, serre-tête, pareurs, tapis supplémentaires) ne sont pas autorisées.
Pénalisation des fautes techniques :
- les graves de 0,5 à 1 point.
- les moyennes de 0,2 à 0,3 point.
- les légères de 0,1 point.

Fautes Artistique
Elles concernent :
- l’utilisation incomplète de l’aire d’évolution, le mauvais usage des divers niveaux de mouvement (haut, milieu ou bas), de même que le manque de variété de la qualité du mouvement (soutenu, lent, rapide, direct ou indirect), tout manque d’harmonie entre la musique et le mouvement, le port d’une tenue vestimentaire incorrecte, la trop grande différence de taille entre des partenaires, la concentration de tous les éléments difficiles dans la même partie de l’exercice.
- La musique qui accompagne les exercices est libre, et peut, depuis la version 2020 du code de pointage FIG, contenr des paroles. celles-ci doivent respecter l'éthique de la fédération internationale (pas de propos provoquant, politiques, religieux, etc.)

Pénalisation des fautes d’impression :
- les graves de 0,5 à 1 point.
- les moyennes de 0,3 point.
- les légères de 0,1 point.

### Jugement

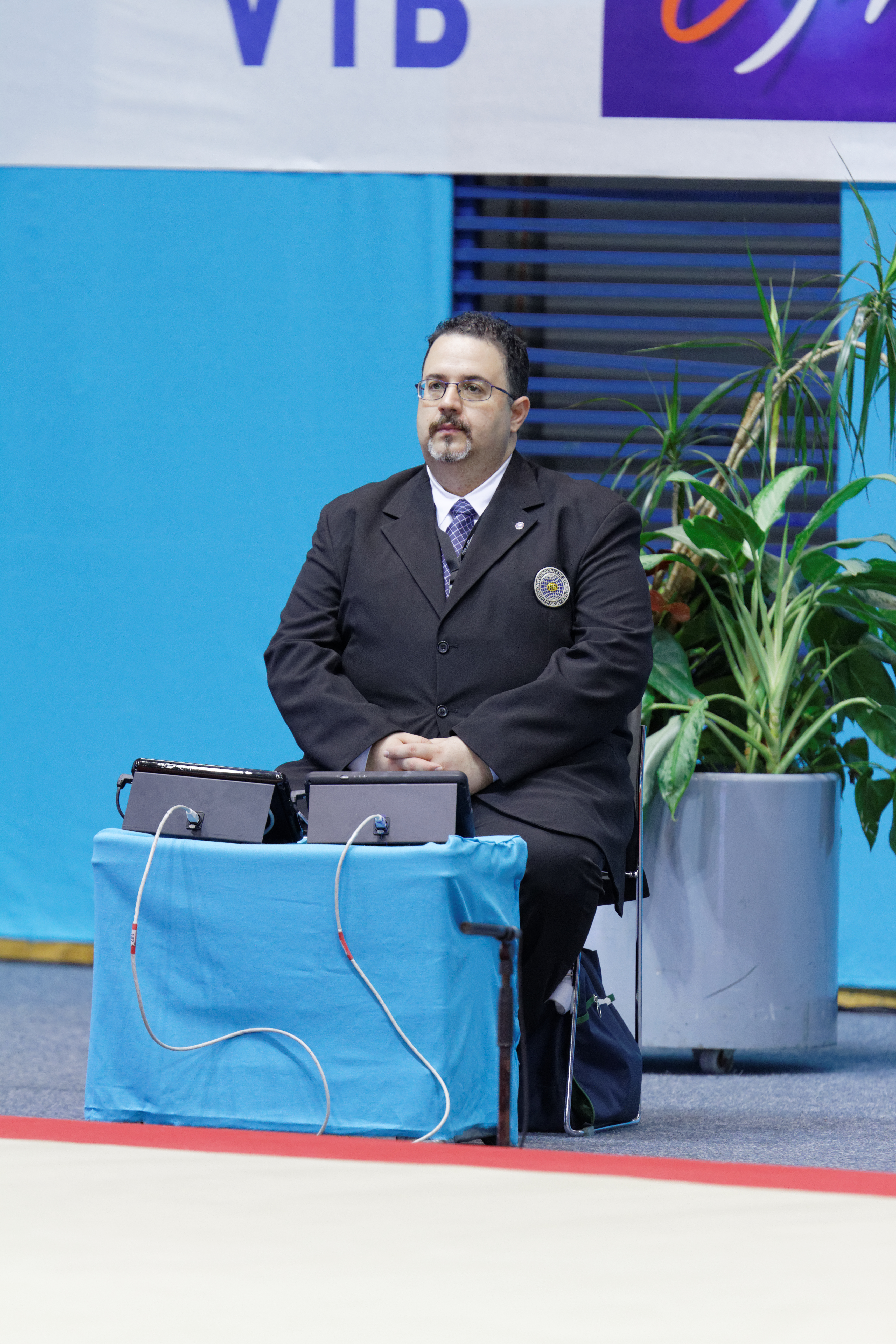
juge

De 2 à 6 juges à l'exécution, 2 à 6 juges à l'artistique, 1 à 2 juges à la difficulté et 1 juge arbitre apprécient les enchaînements à partir des critères techniques et artistiques suivants :
difficulté, artistique, qualité de l’exécution, durée des éléments d’équilibre, durée de l’exercice.
Un certain nombre de difficultés de base est exigé pour chaque exercice permettant l’établissement de la note de base.
La note de chaque juge est donnée sur 10 points, au dixième de point.
La note finale obtenue par chaque formation s’obtient par addition de la note D (de difficulté) (diminuée des pénalités éventuelles), de la note E (d’exécution) et de la note A (artistique).
NF = note D + note E x 2 + note A - P

### Classement
Trois titres sont attribués par groupe aux concurrents les mieux notés :
- Concours général ;
- Exercice statique ;
- Exercice dynamique.